# Kent Olsson (Orientierungsläufer)
Kent Olsson (* 1958) ist ein schwedischer Orientierungsläufer, der zwischen 1983 und 1991 sieben Weltmeisterschaftsmedaillen gewann, darunter 1987 die Goldmedaille im Einzel. Dreimal, nämlich 1982, 1986 und 1987 wurde er von schwedischen Sportjournalisten zum Orientierungsläufer des Jahres in Schweden ausgezeichnet.
1982 machte Olsson mit seinen zwei Titeln bei den schwedischen Meisterschaften (Langdistanz und Nachtlauf) auf sich aufmerksam. Bei den Nordischen Meisterschaften im selben Jahr in Bornholm belegte er den dritten Rang. 1983 folgte sein Weltmeisterschaftsdebüt mit Rang 10 im Einzel. Mit der Mannschaft gewann er die Bronzemedaille. Nachdem Olsson an den Weltmeisterschaften 1985 nicht teilgenommen hatte, wurde er 1987 in Gérardmer Weltmeister. Er verwies den norwegischen Spitzenläufer Tore Sagvolden um 59 Sekunden auf den zweiten Platz. Bei den zwei darauffolgenden Weltmeisterschaften 1989 und 1991 konnte Olsson jeweils zwei Silbermedaillen gewinnen. 
Fünf schwedische Meisterschaften konnte Kent Olsson gewinnen: je zwei über die Langdistanz und im Nacht-Orientierungslauf sowie 1993 noch einmal mit seiner Mannschaft OK Orion aus Jämjö.

## Platzierungen
Legende: WM = Weltmeisterschaften; EM = Europameisterschaften; WG = World Games; OWC = Gesamt-Weltcup
| Wettbewerb | Disziplin | 1983 | 1984 | 1985 | 1986 | 1987 | 1988 | 1989 | 1990 | 1991 | 1992 | 1993 |
| ---------- | --------- | ---- | ---- | ---- | ---- | ---- | ---- | ---- | ---- | ---- | ---- | ---- |
| WM         | Kurz      |      |      |      |      |      |      |      |      | 2.   |      | 11.  |
|            | Lang      | 10.  |      |      |      | 1.   |      | 2.   |      | 2.   |      | 4.   |
|            | Staffel   | 3.   |      |      |      | 3.   |      | 2.   |      | 4.   |      | 4.   |